# Szewiot

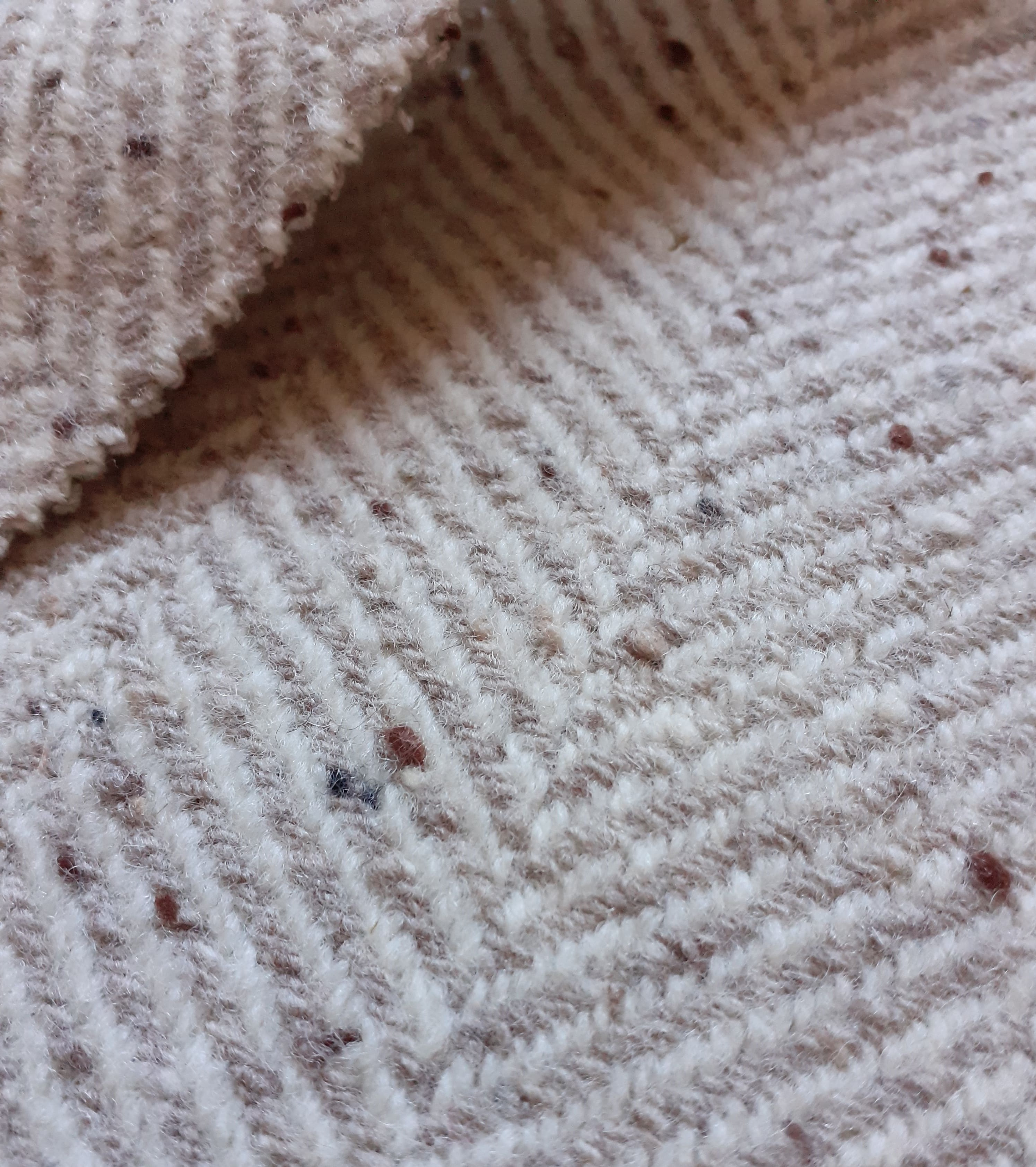
Splot tkaniny szewiotowej

Szewiot (ang. cheviot od wzgórz Cheviot w Wielkiej Brytanii) – tkanina wełniana, szorstka, lekko połyskliwa o skośnych splotach, wytwarzana co najmniej od XIX wieku.  
Z wyglądu mało elegancka, ma tendencje do wybłyszczania, jednak bardzo odporna na działania mechaniczne w czasie noszenia. Używana na odzież mundurową, ubrania, kostiumy, mundurki szkolne, ubiory sportowe i plażowe, a tania półwełniana – na płaszcze.  
Tkanina używana także do szycia spódnicy szewiotki – elementu ludowego stroju śląskiego (strój rozbarski). 
Słowem tym określa się również rasę owiec pochodzącą z rejonu wzgórz Cheviot. 